# リーダークライス 作品24 (シューマン)
リーダークライス（Liederkreis）作品24は、ロベルト・シューマンが1840年に作曲した連作歌曲。ハインリヒ・ハイネの『歌の本』（Buch der Lieder ）から9編の詩を選んで作曲した。
作品39のリーダークライスと区別して第1集と呼ばれることがある。
この年にシューマンは140曲以上の歌曲を作曲しており「歌の年」と呼ばれる。同年にブライトコプフ・ウント・ヘルテル社から出版され、パリ出身の女性歌手ポーリーヌ・ガルシアに献呈された。

## 楽曲構成
1. 毎朝私が起きると（Morgens steh ich auf ）
2. 私はいらだって（Es treibt mich hin ）
3. 木陰を歩いていたら（Ich wandelte unter den Bäumen ）
4. いとしい恋人、君の手を（Lieb Liebchen leg's Händchen ）
5. 私の悲しみの美しい揺りかご（Schöne Wiege meiner Leiden ）
6. 待て、荒々しい船乗りよ（Warte, warte, wilder Schiffmann ）
7. 山と城が見下ろしている（Berg'und Burgen schau'n herunter ）
8. はじめから望みもなく（Anfangs wolls ich fast verzagen ）
9. ミルテとバラを持って（Mit Myrten und Rosen ）